# 群馬日産自動車
群馬日産自動車株式会社（ぐんまにっさんじどうしゃ）とは、群馬県前橋市に本社を置く、日産自動車の販売店およびルノーの販売店を営む法人である。

## 概要
GNホールディングスを参照

## 事業所

### 日産車 販売店
- 前橋城東店／前橋市城東町1-6-8
- 前橋総社店／前橋市総社町1-9-20
- 前橋光が丘店／前橋市小相木町564-1
- 前橋東部バイパス店／前橋市西片貝町4-24-1
- Kit-R高前／高崎市中尾町467
- 高崎倉賀野店／高崎市倉賀野町570-1
- 安中高崎西店／安中市板鼻176-1
- 藤岡店／藤岡市中栗須243
- 富岡店／富岡市七日市253-1
- 伊勢崎連取店／伊勢崎市連取町3314-2
- 伊勢崎あずま店／伊勢崎市三室町6230
- 桐生赤岩店／桐生市堤町3-7-3
- Kit-R太田／太田市飯田町143-5
- 邑楽大泉店／邑楽郡邑楽町大字篠塚3351-21
- 館林店／館林市赤土町58-1
- 渋川店／渋川市金井783-1
- 中之条店／吾妻郡中之条町大字中之条1873-1
- 沼田店／沼田市戸鹿野町331-1

### ルノー車 販売店
- ルノーKit-R高前／高崎市中尾町467（群馬日産 Kit-R高前と同所在地）

### 中古車 販売店
- ゆうタウンKit-R高前／高崎市中尾町467

## 関連会社
- GNホールディングス株式会社
- GNロジパートナーズ株式会社
- 日産部品群馬販売株式会社